# Christian Holst
Christian Lamhauge Holst (Svendborg, 22 dicembre 1981) è un ex calciatore faroese, di ruolo attaccante.

## Carriera

### Club
Ha giocato 175 presenze e messo a segno 42 gol con la maglia dei danesi del Silkeborg.
Dall'estate del 2014 gioca con il Fermad Amager.

### Nazionale
Gioca per la nazionale faroese dal 2003 e con essa conta più di 40 presenze, ha segnato i suoi primi due gol nel giugno del 2008 contro l'Estonia nel 4-3 finale per gli estoni.